# アップサイド
株式会社アップサイド（英称：UP SIDE、シンボルマーク：↑）は、テレビ番組の映像技術を行う制作プロダクションである。

## 所属スタッフ
撮影
- 会田正裕（代表者、撮影部長、日本映画撮影監督協会会員兼／テレテック⇒ユニティー⇒フリー⇒）
- 木村祐一郎（ビデオスタッフ⇒バスク⇒オーエイギャザリング⇒株式会社ワンハート兼務）
- 笹村彰（東通⇒オーエイギャザリング⇒）
- 宮本亘（オーエイギャザリング⇒）
- 岩田憲（オーエイギャザリング⇒）
- 中村耕太（オーエイギャザリング⇒）
- 高田陽幸（オーエイギャザリング⇒）
- 植竹篤史（オーエイギャザリング⇒）
- 宮崎悟郎
- 冨永健二（バスク⇒）
- 田村翔

VE／DIT
- 小森広美（オーエイギャザリング⇒）
- 小田切徹（オーエイギャザリング⇒）
- 石川友一（オーエイギャザリング⇒）
- 三坂裕之（映広⇒）
- 江島公昭（オーエイギャザリング⇒）
- 佐々木基成（オーエイギャザリング⇒）
- 深澤雄壽（オーエイギャザリング⇒）
- 小山祐輔
- 辻克喜（山陽映画⇒アップサイド⇒DIA）

照明
- 大久保武志
- 泉田聖
- 加藤賢也
- 左納康弘

編集
- 来栖和成（映広⇒）
- 古俣裕之（ビデオフォーカス⇒）
- 齋藤竜
- 黒川翔太郎
- 松竹利郎（映広⇒フリー⇒）
- 阿部裕生（東京現像所⇒フリー⇒）

MA
- 清野博伸

デスク
- 蟇田忠雄（映広⇒）

制作
プロデューサー
- 浦井孝行（国際放映⇒）
- 岸川正史

### 過去の所属スタッフ
技術
プロデューサー
- 石戸谷洋治（代表者／パビック⇒オーエイギャザリング⇒）

## 主な作品

### テレビドラマ
凡例
太字：現在放映中の作品または、これから放映する作品。
無：
編：編集のみの作品。

### 映画
凡例
太字：現在公開中の作品または、これから公開する作品。